# Samuel Mariño

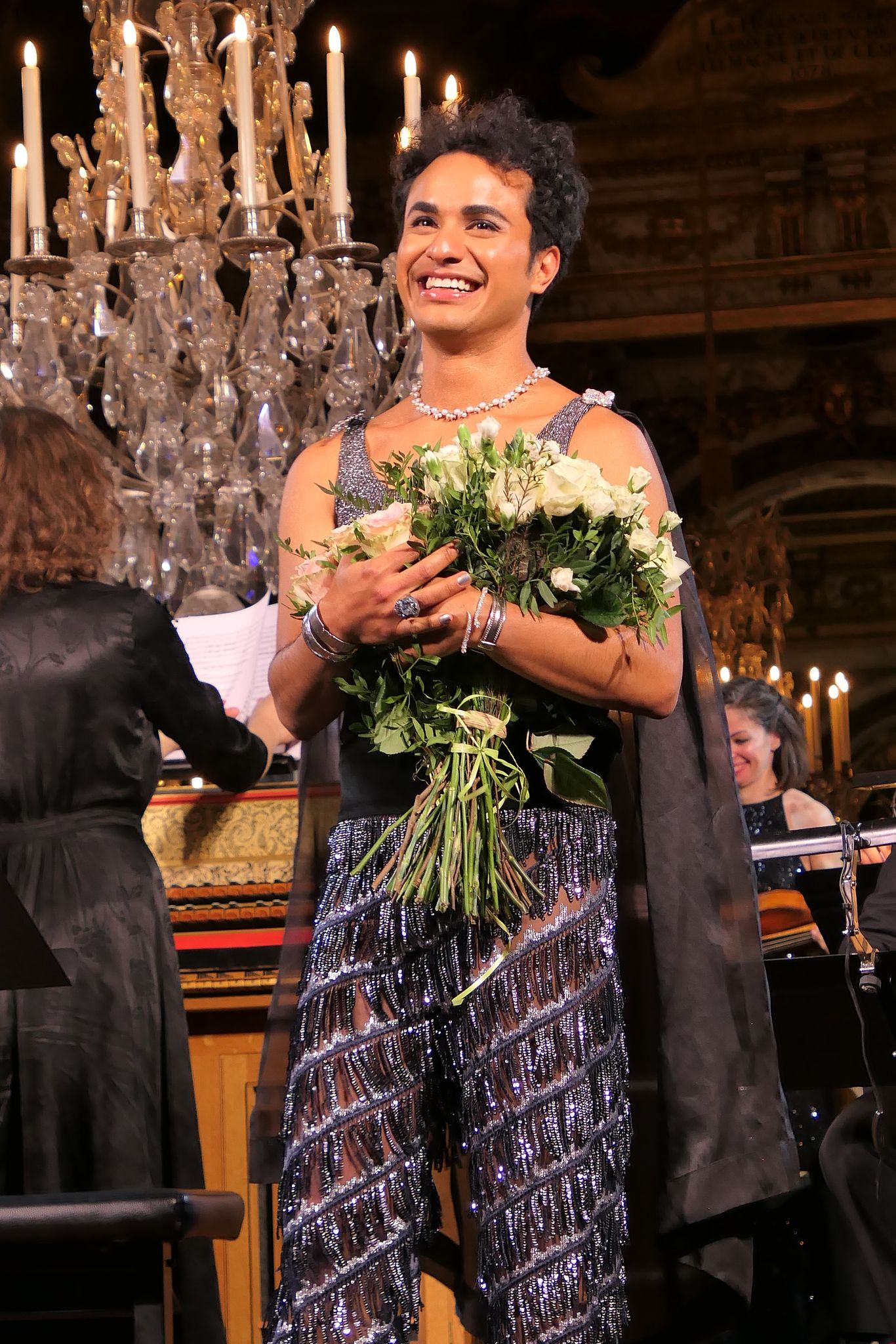
Samuel Mariño

Samuel Mariño (* 1993 in Caracas, Venezuela) ist ein Sopranist. Sein Stimmfach entspricht dem eines Soprankastraten.

## Leben
1993 geboren begann Mariño sein Musikstudium in Klavier und Gesang am Nationalen Musikkonservatorium in Caracas. Gleichzeitig absolvierte er eine Ausbildung als Balletttänzer an der Venezolanischen Nationalen Tanzschule. Seine ersten Erfahrungen mit dem Opernrepertoire machte er bei der Camerata Barroca in Caracas, wo er mit Dirigenten wie Gustavo Dudamel, Helmuth Rilling und Theodore Kuchar zusammenarbeitete. Es waren diese Kooperationen, die seine Leidenschaft für das Barockrepertoire entfachten und ihn dazu inspirierten, sein Studium am Conservatoire de Paris fortzusetzen.
Er verfügt über eine natürliche – nicht durch Falsett erzeugte – Sopranstimme mit einer Tessitura vom eingestrichenen bis dreigestrichenen C, die sich insbesondere für die Interpretation von Barockmusik eignet. Mariño ist quasi ein „endokrinologischer Kastrat“, durch hormonelle Umstände kam er nie in den Stimmwechsel.

## Diskographie
- 2020: Care Pupille: Handel, Gluck, Samuel Mariño, männlicher Sopran, mit Händelfestspielorchester Halle unter der Leitung von Michael Hofstetter, veröffentlicht von Orfeo[2]
- 2021: Pergolèse, Vivaldi: Stabat Mater pour deux castrats, Samuel Mariño, Sopran, Filippo Mineccia, Alt, mit Orchestre de l’Opéra Royal unter der Leitung von Marie Van Rhijn, veröffentlicht von Château de Versailles Spectacles[3]
- 2021: Les 3 Contre-Ténors: Le Concours de Virtuosité des Castrats, Samuel Mariño, Filippo Mineccia, Valer Sabadus, Orchestre de l’Opéra Royal unter der Leitung von Stefan Plewniak, veröffentlicht von Château de Versailles Spectacles[4]
- 2022: Sopranista, Samuel Mariño, Sopranist, mit La Cetra Barockorchester unter der Leitung von Andrea Marcon, veröffentlicht von Decca[5]
- 2023: Carl Heinrich Graun: Silla (die Rolle von Postumio) mit Bejun Mehta, Valer Sabadus, Hagen Matzeit, Eleonora Bellocci, Roberta Invernizzi, Mert Sungu, Coro Maghini und Innsbrucker Festwochenorchester unter der Leitung von Alessandro de Marchi, veröffentlicht von CPO[6]
- 2023: Yánez: Viajera del río (Arr. Assad for Voice and Guitar) – Single, Samuel Mariño, Plínio Fernandes, veröffentlicht von Decca[7]